# Carioca (альбом)
Carioca — студийный альбом бразильского автора-исполнителя Шику Буарки, выпущенный 6 мая 2006 года на лейблах Biscoito Fino и EMI. В дополнение в некоторых изданиях был представлен документальный фильм «Desconstrução».
Продажи альбома превысили 100 тысяч проданных копий в Бразилии к февралю 2007 года.

## Отзывы критиков
| Оценки критиков                   | Оценки критиков |
| Источник                          | Оценка          |
| --------------------------------- | --------------- |
| AllMusic                          | [ 2 ]           |
| The Encyclopedia of Popular Music | [ 3 ]           |

Рик Андерсон из AllMusic: «Альбом задуман как дань уважения его родному городу Рио-де-Жанейро и состоит из изысканно нежных самб, боссы и других джазовых и поп-композиций, большинство из которых имеют тонкие, но сложные аранжировки его продюсера и соавтора Луиса Клаудиу Рамосы. Звуки почти полностью акустические, хотя временами они звучат электронно — то, что очаровательно напоминает дешёвый клавишный ритм Casio в „Subúrbio“, на самом деле является очень точным постукиванием по бубну. „Outros Sonhos“ начинается поразительно утончённым и красивым духовым текстом, который переходит в мягкую и исполненную сожаления лирику. „Dura Na Queda“ и „As Atrizes“ звучат джазово, а „Ode Aos Ratos“ заигрывает с роком (и даже содержит что-то вроде рэп-интерлюдии). Только „Leve“ и „Imagina“, которые немного слишком мелодичны и ритмически вялые, не дотягивают до бриллианта».

## Список композиций
Слова и музыка всех песен Шику Буарки, за исключением отмеченных.
1. «Subúrbio» — 3:22
2. «Outros Sonhos» — 3:11
3. «Ode aos Ratos» (Эду Лобу, Шику Буарки) — 3:09
4. «Dura na Queda» — 4:06
5. «Porque Era Ela, Porque Era Eu» — 2:27
6. «As Atrizes» — 3:31
7. «Ela Faz Cinema» — 3:21
8. «Bolero Blues» (Джордж Хелдер, Шику Буарки) — 2:29
9. «Renata Maria» (Иван Линс, Шику Буарки) — 3:37
10. «Leve» (Карлиньос Вергейру, Шику Буарки) — 3:05
11. «Sempre» — 2:32
12. «Imagina» (Антониу Карлос Жобин, Шику Буарки) — 1:58 — при участии Моники Салмасу